# Max Pierre Schaeffer
Max Pierre Schaeffer (* 13. April 1928 in Essen; † März 2000 in München) war ein deutscher Schriftsteller und Drehbuchautor bei Film und Fernsehen.

## Leben und Wirken
Aufgrund der elsässischen Herkunft seines Vaters besaß der junge Max Pierre Schaeffer zunächst auch die französische Staatsbürgerschaft. Im Dritten Reich diente er als Seekadett bei der deutschen Kriegsmarine. Nach 1945 arbeitete Schaeffer als Journalist und freischaffender Sachbuchautor und war unter anderem für die Film Presse Agentur des ungarisch-deutschen Medienagenten Josef von Ferenczy tätig. Außerdem stand Max Pierre Schaeffer in Diensten der Fernsehzeitschrift Hörzu. 
In seinem ersten, 1960 veröffentlichten Roman Die letzten beißen die Hunde arbeitete Schaeffer seine Jugendjahre als Seekadett auf, kurz darauf verfasste er mehrere Kriminalromane, von denen Mörderspiel 1961 und 4 Schlüssel 1965, letztgenannter nach Schaeffers eigenem Drehbuch, verfilmt wurden. Ende desselben Jahrzehnts verfasste Schaeffer einen Fortsetzungsroman rund um die Detektive Bob und Ellen Kent, der in der Neuen Revue erschien. 1969 wiederum wurde sein Kriminalroman Falle für einsame Herzen unter dem (deutschen) Titel Blonde Köder für den Mörder in deutsch-italienischer Coproduktion mit Dean Reed und Fabio Testi verfilmt. 
In den 1980er Jahren veröffentlichte Max Pierre Schaeffer unter dem Sammeltitel Schaeffers Kriminalbibliothek eine Reihe von Reportagen zu authentischen Kriminalfällen, die teilweise wohl auf seinen früheren Illustriertenpublikationen basierten. Im selben Jahrzehnt (1986/87) schrieb der Wahlmünchner die Drehbücher zu drei Folgen der ZDF-Krimireihe Der Alte („Der Stichtag“, „Alibi: Mozart“ und „Tod vor Schalterschluß“). Schaeffer war von 1974 bis 1985 mit der Ärztin, Autorin und Moderatorin Antje-Katrin Kühnemann verheiratet.

## Werke (Auswahl)
- Die Letzten beißen die Hunde (1955, Kriegsroman mit autobiographischen Zügen)
- Interpol sucht 4 (1960, Kriminalroman)
- Das Mörderspiel (1961, Kriminalroman, verfilmt im selben Jahr)
- Vier Schlüssel (1962, Kriminalroman)
- Urlaub ohne Ehering (1963, Unterhaltungsroman unter dem Pseudonym Robert Williams)
- Adolf-Hitler-Straße 14 (1964, Kriegsroman)
- Morgen bist du mehr (1964, Essay)
- Der Henker und die Frauen (1965, Kriegsroman)
- 4 Schlüssel (Drehbuch zur Verfilmung seines Krimis von 1962)
- Liebespoker (1968, Kriminalroman)
- Die Todesparty (Falle für einsame Herzen) (1969, Kriminalroman, verfilmt im selben Jahr als Blonde Köder für den Mörder)
- So werden Sie erfolgreich (1969, Ratgeber)
- Der Triebtäter (1970, Reportage)
- Der Fall Vera Brühne (1979, Reportage)
- Mörder aus gutem Hause (1982, Kriminalroman)
- Der Alte (Drehbücher zu drei TV-Krimis)
- Wenn Frauen töten (1989, Reportage)
- Der Fall Kurt Tetzner (1990, Reportage)